# Ricardo Quevedo
Néstor Ricardo Quevedo Madrid (Bogotá, 9 de diciembre de 1984), más conocido como Ricardo Quevedo es un comediante y actor de cine colombiano, reconocido por haber hecho parte del elenco del programa de televisión Los comediantes de la noche y por protagonizar películas como ¿Usted no sabe quién soy yo? en 2016 y su segunda parte en 2017. Actualmente, hace parte del espacio de comedia en YouTube Los de la Culpa.

## Biografía
Quevedo inició su carrera en el mundo del entretenimiento como cuentero en la ciudad de Bogotá. En 2006 empezó a desempeñarse en el mundo de la comedia en vivo en teatros de la ciudad hasta que fue invitado a realizar una prueba para el programa de humor de Caracol Televisión También Caerás. Aunque no pudo hacer parte del elenco del programa, fue invitado al Festival Internacional del Humor. A partir de ese momento dio inicio su carrera en la televisión, haciendo parte del elenco de producciones como Los comediantes de la noche (RCN Televisión) y Stand-Up sin fronteras (Comedy Central).
En 2014 inició su carrera en el cine con su participación en la película Nos vamos pa'l mundial. En el 2015 actuó en las producciones Se nos armó la gorda y La culpa es de Llorente. En 2016 protagonizó ¿Usted no sabe quién soy yo?, película que tuvo un excelente desempeño en la taquilla, lo que llevó a que en 2017 se estrenara su segunda parte, nuevamente con Quevedo como protagonista.
Inició la década de 2020 protagonizando una nueva película de Fernando Ayllón, No andaba muerto, estaba de parranda. En 2022 trabajó de nuevo con Ayllón en el filme Socios por accidente.

## Plano personal
Quevedo tiene una relación sentimental con la actriz y comediante Liss Pereira, con quien ha compartido gran parte de sus proyectos como profesional. La pareja tiene un hijo llamado Ignacio, nacido en 2019.

## Controversia
En 2019, protagonizó un choque vehicular en el Túnel de Oriente entre el Valle de Aburrá y el municipio de Rionegro.

## Filmografía

### Cine
| Año  | Título                                        |
| ---- | --------------------------------------------- |
| 2014 | Nos vamos pa'l mundial                        |
| 2015 | Se nos armó la gorda                          |
| 2016 | ¿Usted no sabe quién soy yo?                  |
| 2017 | ¿Usted no sabe quién soy yo? 2                |
| 2017 | El show de Cejas Pobladas                     |
| 2018 | Si saben cómo me pongo ¿pa' qué me invitan?   |
| 2019 | El que se enamora pierde                      |
| 2020 | No andaba muerto, estaba de parranda          |
| 2020 | Ni de coña                                    |
| 2022 | Si saben cómo me pongo ¿pa' qué me invitan? 2 |
| 2022 | Socios por accidente                          |

### Televisión
| Año              | Título                           | Canal          | Notas               |
| ---------------- | -------------------------------- | -------------- | ------------------- |
| 2006             | Festival Internacional del Humor | Caracol        | Debut en televisión |
| 2010-2013 y 2017 | Los comediantes de la noche      | RCN            | Cinco temporadas    |
| 2013-2016        | Stand Up sin fronteras           | Comedy Central | Varios shows        |
| 2015             | La culpa es de Colón             | Comedy Central | Temporada única     |
| 2017-2018        | La culpa es de Llorente          | Comedy Central | Dos temporadas      |
| 2021-2022        | Última hora                      | Prime Video    | Primera Temporada   |

### Web
| Año       | Título          | Notas                      |
| --------- | --------------- | -------------------------- |
| 2016-2018 | 5 minutitos más | Show de comedia en YouTube |
| 2021-2024 | Los de la culpa | Show de comedia en YouTube |

### Teatro
| Año | Título                  |
| --- | ----------------------- |
|     | ¿No Tiene más sencillo? |
|     | Probando Material 1,2,3 |
|     | ¡Que viva la envidia!   |
|     | Bendecido y afortunado  |
|     | Ya tocó el otro año     |
|     | ¡Sonría y no joda!      |